# شبیب بن مطلب
ولد الشيخ شبيب حوالي سنة ١٢٨٣ للهجري الشمسي وهوا الشيخ الرابع
بعد شقيقه الشیخ لفته الشيخ مطلب الشيخ الحاج سبهان وكان عمر الشيخ شبيب بواقعة الجهاد ثورة العشرين طفلاً مايقارب ١١عام و يروي من مخيلاته بعض وقائع تلك الثورة الجهاديه التی خاضتها قبیلته بمعیة عشائر خوزستان ضد الإستعمار الفاسد البریطاني انذاك
ترعرع الشيخ شبيب في مدينة الخفاجية (عاصمة بني طرف) وقد عاشر الكثير من الشيوخ و رؤساء العشائر من قبیلة بني طرف وباقي القبائل والعشائر الكريمة في إقليمنا (خوزستان) و من خارج البلد
وبعد ذالك سكن في مدينة الأهواز وتحديداً في منطقة تُسمي (چهارراه زند) وکانت الناس من مختلف المدائن و القبائل تأتي اليه لحل مشاكلهم و الفرض بينهم وحتي يذكر كانوا يأتون وفود من غير دول للمقابلة معه وحتي كانوا يأتون وفود من العدالة (دادگستری) لحل و فهم الملفات المطروحة
وايضاً اشتهر انذاك بفريضة العرب و فريضة الشطين عند كافة العشائر و القبائل
و كان من خصالة التواضع و الأدب و بتعبير احد المشايخ بعدما التي بشيخ شبيب صرح وقال كان الشيخ شبيب متواضعاً فصيح اللسان حكيم و شجاع يمتلك هيبة و كريم النفس جداً فمجالسته غنيمة.
وقد سنّ سُنن طيبة في شط بني طرف و المشهورة منها ( صندوق الطماطم يعادل امرأة ) هذة السُنة الطيبة كانت حرصاً علی مکانة الامرأة و حفظ شرف البنت العربية،
و التقي في أواخر زمانة مع رئیس جمهورية إيران انذاك المرحوم اكبر هاشمي رفسنجاني
وقد زار الأهواز (خوزستان) و التقي مع جميع مشايخ و وجهاء الأهواز و استقبلوه ولما افتقد الشيخ شبيب في مقدمة الشيوخ قال لهم لم اری شيخ شبيب؟! قالوا لهُ يبلغك السلام والتحية و خالص الاحترام و الشيخ يعتذر لعدم الحضور لمشاكله الصحية وقال رئیس الجمهوریة أنا بنفسي اذهب لزيارته، و ذهبوا جميعا للمضيف مع الرئیس و وفده و الزعماء لعيادة الشيخ شبيب
و وافته المنية يوم الجمعة بتاريخ
١٣٧٦/٦/١٤ للهجري الشمسي قدس الله نفسه الطيبة بعد عمرٍ دام قرن بكل عزه و شرف
و تشيع جثمان الشيخ شبيب بهيبة عظيمة بمشاركة جميع العشائر و الأطياف و احس الجميع بخسارة كبيرة جداً لفقدهم الشيخ شبيب و شايعوه إلی بیته الأبدی
و تصدي مشيخته ابنه الأكبر الشيخ علي رحمه الله عليه